# Cantonul Nantua
Cantonul Nantua este un canton din arondismentul Nantua, departamentul Ain, regiunea Rhône-Alpes, Franța.

## Comune
| Comune                | Populație (1999) | Cod poștal | Cod INSEE |
| --------------------- | ---------------- | ---------- | --------- |
| Apremont              | 339              | 01100      | 01011     |
| Brion                 | 506              | 01460      | 01063     |
| Charix                | 297              | 01130      | 01087     |
| Béard-Géovreissiat    | 908              | 01460      | 01170     |
| Lalleyriat            | 222              | 01130      | 01204     |
| Maillat               | 655              | 01430      | 01228     |
| Montréal-la-Cluse     | 3.529            | 01460      | 01265     |
| Nantua                | 3.633            | 01130      | 01269     |
| Les Neyrolles         | 656              | 01130      | 01274     |
| Le Poizat             | 424              | 01130      | 01300     |
| Port                  | 868              | 01460      | 01307     |
| Saint-Martin-du-Frêne | 1.069            | 01430      | 01373     |